# Толстой, Пётр Александрович
Граф Пётр Александрович Толсто́й (до 1770 — 1844) — военный и государственный деятель Российской империи, генерал-адъютант (1797) и генерал от инфантерии (1814) из рода Толстых, участник наполеоновских войн; военный губернатор Санкт-Петербурга (1802—1805).

## Происхождение
Происходил из орловской ветви графов Толстых: сын графа Александра Петровича Толстого (1719—1792) от брака его с Евдокией Львовной Измайловой (1731—1794) — дочерью генерала Л. В. Измайлова, внучкой фельдмаршала М. М. Голицына.
Внук нежинского полковника Петра Толстого, младший брат обер-гофмаршала Николая и могилёвского губернатора Дмитрия Толстых, двоюродный брат генерал-фельдмаршала Н. И. Салтыкова.

## Биография

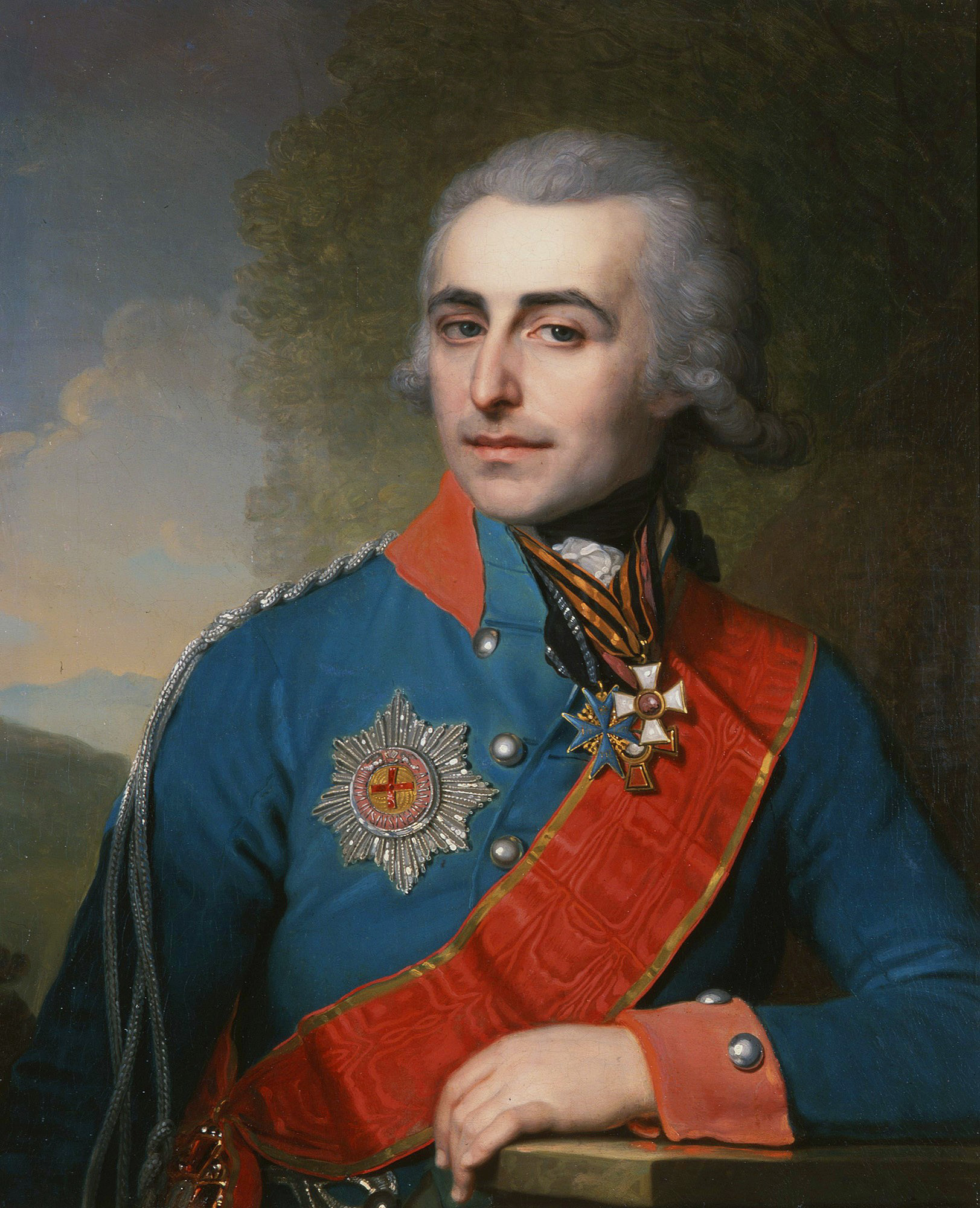
Портрет кисти В. Л. Боровиковского, 1799 год

Годом рождения П. А. Толстого обычно указывается 1761‑й (см. «Энциклопедический словарь Брокгауза и Ефрона»). Однако как отметил М. Ю. Коробко (Материалы к биографии // Московский журнал) из современной ему литературы следует весьма противоречивая датировка этого события. Известно, например, такое сообщение: когда П. А. Толстой получил Георгиевский крест (1794), ему исполнилось 24 года, следовательно, он родился в 1769 или 1770 году. В некрологе П. А. Толстого (Журнал сельского хозяйства и овцеводства. — 1844. — № 10. — С. 102.) сообщалось, что в 1785 году ему было 17 лет: в этом случае дата его рождения — 1767 или 1768 год.
В 1775 году был записан капралом в Преображенский лейб-гвардии полк; 21 мая 1785 года вступил на службу в этот же полк подпоручиком и был назначен флигель-адъютантом в штабе Н. И. Салтыкова. В том же году был переведён в армию подполковником с назначением генерал‑адъютантом при том же Салтыкове. Участвовал в войне со Швецией 1788—1790 годов и (после перевода 28 марта 1792 года в Ингерманландский карабинерный полк) — в русско-польской войне; 13 апреля 1793 года переведён в Псковский драгунский полк, с которым участвовал в подавлении польского восстания. За отличие в бою под Брестом 28 июня 1794 года он был произведён в полковники. Во время штурма Праги, командуя двумя эскадронами, первым ворвался на польскую батарею и, несмотря на ранение картечью в левую руку, захватил восемь орудий. По представлению А. В. Суворова, 1 января 1795 года награждён орденом Святого Георгия 3-го класса.
Одновременно с чином генерал-майора, 9 ноября 1797 года он получил назначение шефом Нижегородского драгунского полка, а 29 ноября стал генерал-адъютантом.
В конце 1798 года он был отправлен к австрийскому главнокомандующему в Германии эрцгерцогу Карлу, для осуществления связи с Суворовым; 24 октября 1799 года произведён в генерал-лейтенанты и определён в Свиту Его Величества. С 7 декабря — член Военной коллегии; с 16 февраля 1800 года — сенатор.
При воцарении Александра I, 20 марта 1801 года Толстой был назначен состоять по армии, а 25 октября назначен Выборгским военным губернатором и инспектором кавалерии Финляндской инспекции.
Вскоре, 16 ноября 1802 года, переведён на должность Санкт-Петербургского военного губернатора, а 13 мая 1803 года назначен командиром Преображенского лейб-гвардии полка и инспектором Санкт-Петербургской инспекции по инфантерии.
В сентябре 1805 года отплыл с 20-тысячным десантным корпусом в Померанию для действия, под началом шведского короля Густава-Адольфа IV, против французов в Северной Германии. Осадил Хамельн; но Аустерлицкое сражение изменило положение дел, и корпус Толстого возвратился сухим путём в Россию.
В 1806 году был назначен состоять при прусском короле Фридрихе Вильгельме III для связи с русским командованием. В ноябре, после начала войны четвёртой коалиции ему было поручено согласовывать действия корпусных командиров Беннигсена и Буксгевдена, враждовавших между собою, и доносить обо всём императору. После назначения Беннигсена главнокомандующим Толстой становится начальником штаба действующей армии. Участвовал в сражении при Прейсиш-Эйлау. Весной 1807 года, командуя резервом армии, тревожил неприятеля со стороны Остроленки. С августа 1807 года командовал отдельным резервным корпусом на Нареве.
С 31 августа 1807 по 19 октября 1808 года был послом в Париже, являясь при этом ярым противником политики Наполеона. Толстой писал, что все дружеские уверения повелителя Франции — обман и ложь, умолял не верить им, а готовиться заранее к отпору, был уверен в грядущем вторжении французов в пределы России. По его мнению, российскому правительству необходимо было срочно заключить мир с Турцией, укрепить по возможности западную границу и организовать новую антифранцузскую коалицию совместно с Пруссией и Австрией. Назначение такого человека послом не способствовало союзу России и Франции, и после свидания императоров в Эрфурте Толстой был отозван.
По возвращении в Россию исправлял должность инспектора Рекрутского депо.
17 июня 1812 года назначен командующим III-м Поволжским округом ополчения, в который входили ополчения: Казанской, Нижегородской, Пензенской, Костромской, Симбирской и Вятской губерний. Деятельно руководя доставкою рекрутов и формированием ополчения, Толстой под конец Отечественной войны 1812 года и сам выступил в поход с дружинами. В 1813 году из них образован Особый корпус в составе Польской армии Беннигсена, с которою двинулись в Богемию. При общем наступлении к Лейпцигу корпус Толстого оставлен был под Дрезденом для блокады этого города, занятого Сен-Сиром. Накануне Лейпцигского сражения Сен-Сир, узнав о слабости войск Толстого, предпринял общую вылазку и без труда отбросил его к Цейссу с довольно значительной потерей; но Толстой, подкреплённый австрийскими отрядами, в свою очередь оттеснил французов и содействовал взятию Дрездена, а потом Магдебурга.
19 июня 1814 года произведён в генералы от инфантерии; 13 января 1816 года назначен командиром 4-го пехотного корпуса.
C 1820 года — один из основателей и вице-президент (с 1843 года президент) Императорского Московского общества сельского хозяйства. Сельскохозяйственные навыки и новации применял в подмосковном имении жены Узкое, владельцем которого стал впоследствии. При нём получило своё дальнейшее развитие оранжерейное хозяйство в усадьбе Узкое. В 1828 году основал в Москве Общество любителей садоводства.
С 30 августа 1823 года П. А. Толстой — член Государственного совета и Комитета министров.
В 1826 году был назначен в Верховный уголовный суд по делу декабристов. 

Из многочисленных членов верховного уголовного суда только четверо говорили против смертной казни: адмирал Мордвинов, генерал от инфантерии граф Толстой, генерал-лейтенант Эммануэль и сенатор Кушников.— Долгоруков П. В. Князь Сергей Григорьевич Волконский (некролог)
В апреле командовал сводными гвардейским и гренадерским корпусами во время коронации Николая I. С 17 декабря — председатель Комитета для рассмотрения действий провиантского ведомства в 1819—1825 годах.
С 1 февраля 1827 года управляющий Главным штабом; 17 мая назначен шефом Московского пехотного полка. С 20 августа 1827 года по 1844 год занимал пост председателя Департамента военных дел Государственного совета.
С 12 апреля 1828 года управляющий Главным штабом по военным поселениям. С 22 апреля главнокомандующий в Санкт-Петербурге и Кронштадте. Входил во Временную верховную комиссию, управлявшую во время отсутствия Николая I. В этом качестве Толстой допрашивал А. С. Пушкина во время расследования по делу о «Гавриилиаде». Затем, уже после возвращения Николая, когда Пушкин признался тому в авторстве крамольной поэмы, Толстой передал поэту ответ государя (о чём Пушкин сделал краткую запись).
15 января 1829 года был удостоен звания генерала, состоящего при Особе Его Величества.
С 1 марта 1830 года — председатель Совета о военно-учебных заведениях.
С 9 апреля 1831 года сформировал в Прибалтийских губерниях Резервную армию и быстро усмирил волнения в Литве, бывшие следствием Польского восстания.
С 24 апреля по 27 сентября 1836 года исполнял обязанности главноначальствующего в Москве.
По состоянию на 1837 год проживал в Зимнем дворце.
Умер 28 сентября 1844 года в Москве; похоронен в Донском монастыре.

## Награды
- Орден Святого Владимира 3-й степени (9 ноября 1794)[6]
- Орден Святого Георгия 3-й степени (1 января 1795)
- Орден Святой Анны 1-й степени (19 октября 1798)
- Орден Святого Александра Невского (1 января 1804)
- Орден Святого Владимира 2-й степени (8 апреля 1807)
- Орден Святого апостола Андрея Первозванного (25 декабря 1825); бриллиантовые знаки к ордену (в послужном списке П. А. Толстого на 17 марта 1844 отсутствуют)
- Бриллиантовая табакерка с портретом императора Николая I (22 августа 1826)
- Орден Белого орла (12 мая 1829, царство Польское)
- Орден Святого Владимира 1-й степени (22 сентября 1830)
- Золотая шпага с алмазами и надписью «За изгнание польских мятежников» (19 июля 1831)
- Бриллиантовый перстень с портретом императора Николая I (16 апреля 1841)
- Знак отличия беспорочной службы за XXXV лет (22 августа 1828)
- Знак отличия беспорочной службы за XL лет (22 августа 1830)

Иностранные:
- Орден Почётного легиона, большой крест (25 июня 1807, Французская империя)
- Орден Чёрного орла (1813, королевство Пруссия)
- Орден Красного орла 1-го класса (1813, как кавалер ордена Чёрного орла, Пруссия)
- Орден «Pour le Mérite» (8 сентября 1794); корона к ордену (18 июля 1844, Пруссия)[7]

## Семья

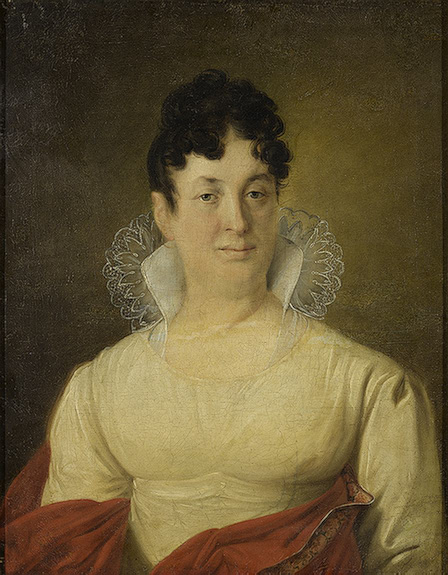
Мария Алексеевна Толстая

Жена (с 1795 года) — княжна Мария Алексеевна Голицына (03.08.1772—25.12.1826), фрейлина двора, старшая дочь первого русского мартиниста генерал‑майора князя Алексея Борисовича Голицына (1732—1792) и Анны Георгиевны Грузинской (1751—1779). Большое состояние, унаследованное от родителей, сделало её одной из богатейших невест в России. Высокое положение мужа при дворе позволило ей 30 августа 1805 года стать кавалерственной дамой ордена Святой Екатерины (малого креста), а 22 августа 1826 года — статс-дамой двора. Современники характеризовали графиню Толстую следующим образом: «долговязая, тощая, не светская, неуклюжая, не умная, она тем не менее держала в руках своего мужа». Её неуравновешенный характер создавал в семье подчас довольно напряженную обстановку. Будучи крайне враждебно настроенной против Франции, в 1807 году она умоляла мужа отказаться от места посланника в Париж и эта семейная оппозиция сильно смущала графа в принятии решения.
После 1812 года графиня Толстая постоянно жила в Москве, в Леонтьевском переулке, где пользовалась большим весом среди московского общества и, по словам Ф. Кристина, была «запевалой среде кумушек и сплетен». Она «отличалась благочестием и не пропускала ни одной всенощной и ни одной обедни, ни ранней, ни поздней; имела оригинальный ум и необыкновенные странности», но не было «человека упрямее в своих мнениях, чем графиня Толстая, которая создавала репутации с антихристианской гордостью». Считается одним из вероятных прототипов «княгини Марьи Алексеевны» в пьесе А. С. Грибоедова «Горе от ума». Была похоронена в Донском монастыре в Москве рядом с двумя сёстрами. Их могилы не сохранились, но сохранилась могила и надгробие рядом похороненного их брата. В браке имела 5 сыновей и 4 дочерей:
- Евдокия Петровна (1795—1863), была замужем за одесским градоначальником графом А. Д. Гурьевым (1787—1865).
- Алексей Петрович (1798—1854), генерал-лейтенант.
- Софья Петровна (1800—1886), с 1818 года была замужем за генерал-майором В. С. Апраксиным (1796—1833), с 1848 года состояла гофмейстериной при дворе великой княгини Александры Иосифовны.
- Александр Петрович (1801—1873), член Государственного совета, обер-прокурор Святейшего Правительствующего Синода.
- Егор Петрович (1802—1874), генерал-лейтенант, сенатор.
- Анна Петровна (1804—1884), фрейлина, была замужем за гофмейстером А. Н. Бахметевым (1798—1861).
- Владимир Петрович (1805—1875), генерал-майор.
- Александра Петровна (1807—1890), с 1839 года была замужем за художником графом А. Н. Мордвиновым (1799—1856), сыном флотоводца и государственного деятеля Н. С. Мордвинова.
- Иван Петрович (30.10.1810[10]—1873), тайный советник, герольдмейстер (1848—1850).

Дети
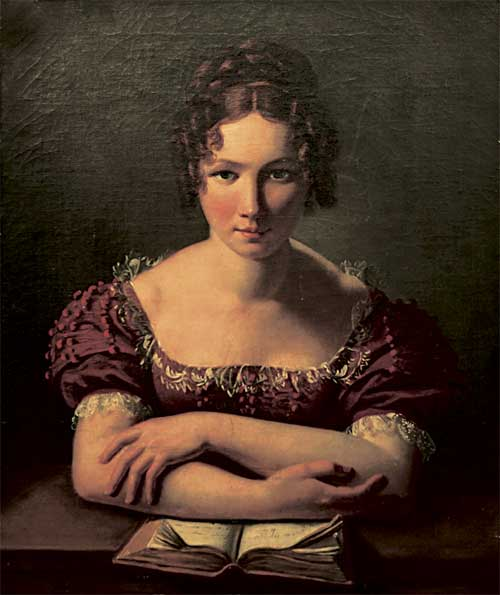
Софья Петровна
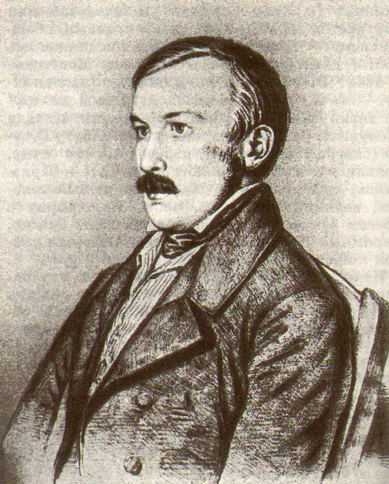
Александр Петрович
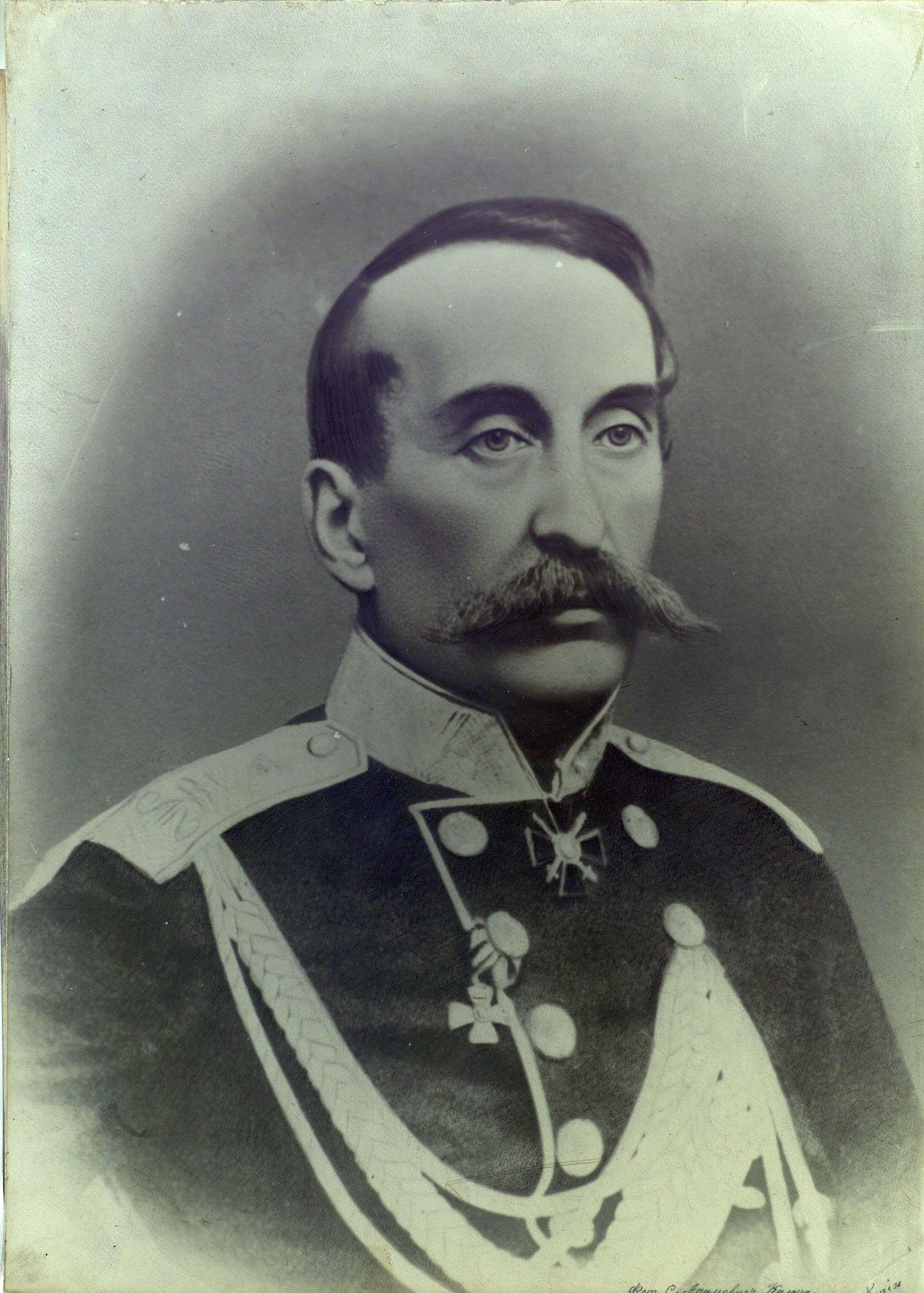
Егор Петрович
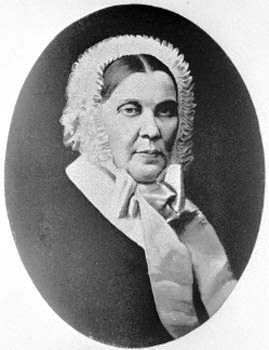
Анна Петровна
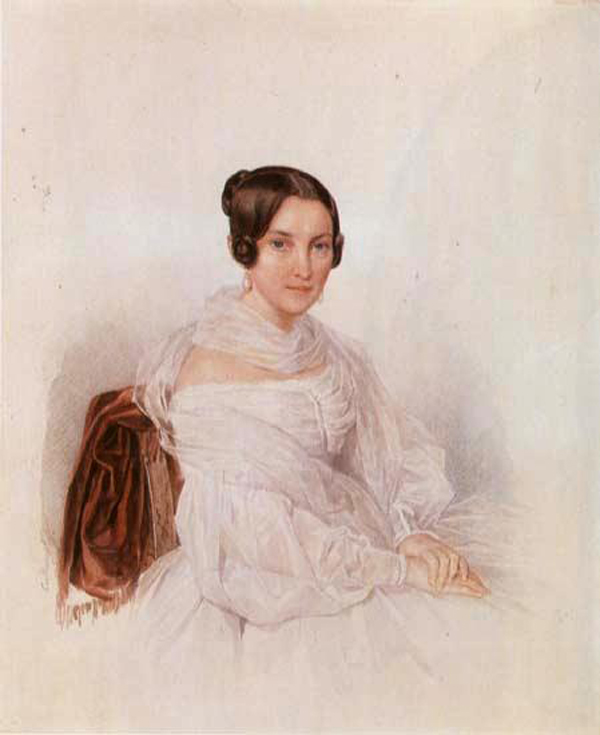
Александра Петровна